# برمجية اجتماعية
تطبيقات البرمجيات الاجتماعية (بالإنجليزية: Social software)‏ تتضمن أدوات اتصال وأدوات تفاعلية من شأنها تمكين الاتصال الجماعي، وبناء وترسيخ المهارات الاجتماعية، والعمل التعاوني، وذلك بالإضافة إلى الألعاب الترفيهية، والإبداع الجماعي، وتنظيم منافذ الإنترنت، ويمكن لجميع أجيال المستخدمين التواصل والتعاون بسرعة وفعالية. تعالج أدوات الاتصال عادة مسائل مثل التقاط المحادثات وتخزينها وعرضها وتكون المحادثات عادة مكتوبة إلا أن استخدام الصوت والصورة بات في تزايد. أما أدوات التفاعل فتعالج التفاعلات الحاصلة ما بين اثنين أو أكثر من المستخدمين، وهي برمجيات تدعم التفاعل بين المجموعات مثل مشاركة الملفات وتبادل الرسائل، والتواصل، إدارة المحتوى، القوائم البريدية، الشبكات الاجتماعية.
تشير تطبيقات البرامج الاجتماعية والتي غالبًا ما تعتمد على الإنترنت عمومًا إلى البرامج التي تجعل السلوك التعاوني وتنظيم المجتمعات وتشكيلها والتعبير عن الذات والتفاعل الاجتماعي وردود الفعل ممكنًا للأفراد. عنصر آخر في التعريف الحالي للبرمجيات الاجتماعية هو أنه يسمح بالوساطة المنظمة في الرأي بين الناس، بطريقة مركزية أو ذاتية التنظيم. أكثر المجالات المحسنة للبرامج الاجتماعية هي أن تطبيقات الويب 2.0، حيث يمكنها جميعًا تعزيز التعاون بين الناس وإنشاء مجتمعات عبر الإنترنت أكثر من أي وقت مضى.

## أدوات البرامج الاجتماعية
تشمل تطبيقات البرامج الاجتماعية كلاً من أدوات الاتصال وأدوات التفاعل. الأول عادة ما يكون غير متزامن، بينما الأخير يمكن أن يكون متزامنًا أو غير متزامن. هناك العديد من الأنشطة التي يسمحون بها: الاتصال أو المحادثة أو الكتابة أو تطوير العلاقات بين المستخدمين من أجل تحديد هدف مشترك يجب متابعته. من بين أدوات البرامج الاجتماعية الأكثر شيوعًا، لدينا الدردشات والمنتديات ومؤتمرات الفيديو والمدونات والويكي والعديد من وسائل الاتصال والمشاركة والتفاعل الاجتماعي الأخرى.

## أنواع

### رسالة فورية
يسمح تطبيق أو عميل المراسلة الفورية للشخص بالتواصل مع شخص آخر عبر الشبكة في الوقت الفعلي، في خصوصية نسبية. يمكن للمرء إضافة أصدقاء إلى جهة اتصال أو قائمة الأصدقاء عن طريق إدخال عنوان البريد الإلكتروني للشخص أو معرف المرسل. إذا كان الشخص متصلاً بالإنترنت، فسيتم عادةً إدراج اسمه على أنه متاح للدردشة. سيؤدي النقر فوق اسمه إلى تنشيط نافذة دردشة بها مساحة للكتابة إلى الشخص الآخر، وكذلك قراءة رده.

### دردشة نصية
بروتوكول الدردشة عبر الإنترنت (IRC) وتقنيات الدردشة الأخرى عبر الإنترنت تُتيح للمستخدمين الانضمام والتواصل مع العديد من الأشخاص في وقت واحد، بشكل علني. يمكن للمستخدمين الانضمام إلى غرفة محادثة موجودة مسبقًا أو إنشاء غرفة جديدة حول أي موضوع. بمجرد الدخول، يمكنك كتابة الرسائل التي يمكن لأي شخص آخر في الغرفة قراءتها، وكذلك الرد على / من الآخرين. غالبًا ما يكون هناك تدفق مستمر من الأشخاص الذين يدخلون ويغادرون. سواء كنت في غرفة محادثة شخص آخر أو غرفة قمت بإنشائها بنفسك، يمكنك عمومًا دعوة الآخرين عبر الإنترنت للانضمام إليك في تلك الغرفة.

### البرمجيات التعاونية
الهدف من البرامج التعاونية، المعروفة أيضًا باسم البرامج الجماعية، مثل موديل والصفحات المقصودة وهندسة المؤسسات وشيربوينت، هو السماح للموضوعات بمشاركة البيانات - مثل الملفات والصور والنصوص وما إلى ذلك لغرض العمل في المشروع أو المدرسة الشغل. القصد من ذلك هو تكوين مجموعة أولاً ثم جعلهم يتعاونون. يعرّف كلاي شيركي البرامج الاجتماعية على أنها «برنامج يدعم التفاعل الجماعي». نظرًا لأن البرامج الجماعية تدعم التفاعل الجماعي (بمجرد تشكيل المجموعة)، فإنها تعتبرها برنامجًا اجتماعيًا.

### منتديات الإنترنت
تم تصميم منتديات الإنترنت على غرار نموذج العالم الحقيقي للوحات الإعلانات الإلكترونية في العالم قبل توفر الإنترنت على نطاق واسع، وتسمح منتديات الإنترنت للمستخدمين بنشر «موضوع» للآخرين لمراجعته. يمكن للمستخدمين الآخرين عرض الموضوع ونشر تعليقاتهم بطريقة خطية، واحدة تلو الأخرى. معظم المنتديات عامة، مما يسمح لأي شخص بالتسجيل في أي وقت. القليل منها عبارة عن مجتمعات خاصة مسورة حيث يتعين على الأعضاء الجدد دفع رسوم رمزية للانضمام.
يمكن أن تحتوي المنتديات على العديد من الفئات المختلفة في تسلسل هرمي، وعادةً ما يتم تنظيمها وفقًا للموضوعات والمواضيع الفرعية. تشمل الميزات الأخرى القدرة على نشر الصور أو الملفات أو اقتباس مشاركة مستخدم آخر بتنسيق خاص في منشور خاص به. غالبًا ما تزداد شعبية المنتديات حتى يمكنها التباهي بعدة آلاف من الأعضاء الذين ينشرون ردودًا على عشرات الآلاف من الموضوعات بشكل مستمر.
هناك العديد من المعايير والمطالبين لرواد السوق لكل فئة برامج. قد تتوفر العديد من الوظائف الإضافية، بما في ذلك برامج الترجمة والتصحيح الإملائي، اعتمادًا على خبرة مشغلي لوحة الإعلانات. في بعض مجالات الصناعة، تتمتع لوحة الإعلانات بإنجازاتها الناجحة تجاريًا: المجلات الورقية المجانية والمدفوعة بالإضافة إلى مواقع المحترفين والهواة.
جمعت الخدمات الناجحة الحالية بين الأدوات الجديدة مع مجموعة الأخبار القديمة ونموذج القائمة البريدية لإنتاج نماذج هجينة. كما تميل خدمة ما إلى تبني خصائص وأدوات الخدمات الأخرى المنافسة. بمرور الوقت، على سبيل المثال، أصبحت صفحات مستخدمي ويكي بوابات اجتماعية للمستخدمين الفرديين ويمكن استخدامها بدلاً من تطبيقات البوابة الإلكترونية الأخرى.

### الويكي
في الماضي، تم إنشاء صفحات الويب وتحريرها فقط بواسطة مصممي الويب الذين لديهم المهارات التكنولوجية للقيام بذلك. يوجد حاليًا العديد من الأدوات التي يمكن أن تساعد الأفراد في تحرير محتوى الويب. تسمح مواقع الويكي للمبتدئين بأن يكونوا على نفس مستوى مصممي الويب ذوي الخبرة لأن الويكي توفر قواعد وإرشادات سهلة. تسمح مواقع ويكي لجميع الأفراد بالعمل بشكل تعاوني على محتوى الويب دون معرفة أي لغة ترميزية. يتكون موقع ويكي من العديد من صفحات المحتوى التي تم إنشاؤها بواسطة مستخدميها. يمكن لمستخدمي ويكي إنشاء صفحات المحتوى ذات الصلة وتحريرها وربطها معًا. يعتمد مجتمع المستخدمين على الأفراد الذين يرغبون في المشاركة لتحسين الويكي العام. المستخدمون المشاركون في مجتمع ديمقراطي حيث يمكن لأي مستخدم تعديل عمل أي مستخدم آخر.

### المدونات
المدونات، وهي اختصار لسجلات الويب، تشبه المجلات عبر الإنترنت لشخص معين. سيقوم المالك بنشر رسالة بشكل دوري، مما يسمح للآخرين بالتعليق. غالبًا ما تتضمن الموضوعات الحياة اليومية للمالك أو وجهات نظره حول السياسة أو موضوعًا معينًا مهمًا بالنسبة له.
تعني المدونات أشياء كثيرة لأشخاص مختلفين، بدءًا من «مجلة على الإنترنت» إلى «موقع ويب شخصي يتم تحديثه بسهولة». في حين أن هذه التعريفات صحيحة من الناحية الفنية، إلا أنها تفشل في التقاط قوة المدونات كبرامج اجتماعية. بالإضافة إلى كونها صفحة رئيسية بسيطة أو يوميات عبر الإنترنت، تسمح بعض المدونات بالتعليقات على الإدخالات، وبالتالي إنشاء منتدى مناقشة. لديهم أيضًا قوائم مدونات (أي روابط إلى مدونات أخرى يقرأها المالك أو يعجب بها) وتشير إلى علاقتهم الاجتماعية مع هؤلاء المدونين الآخرين الذين يستخدمون معيار العلاقات الاجتماعية (XFN). تسمح ميزة بينباك التنبيهية وتراكباك التتبعية لإحدى المدونات بإخطار مدونة أخرى، مما يؤدي إلى إنشاء محادثة بين المدونات. تعمل المدونات على جذب القراء ويمكنها بناء مجتمع افتراضي حول شخص أو اهتمام معين. أصبح التدوين أيضًا من المألوف في إعدادات الأعمال من قبل الشركات التي تستخدم البرامج الاجتماعية للمؤسسات.

### محررين متعاونين في الوقت الفعلي
تم عرض التحرير المتزامن لملف نصي أو ملف وسائط بواسطة مشاركين مختلفين على شبكة ما لأول مرة على أنظمة البحث منذ سبعينيات القرن الماضي، ولكنه أصبح الآن عمليًا على شبكة عالمية. يتم الآن استخدام التحرير التعاوني في الوقت الفعلي، على سبيل المثال، في تحرير الأفلام والتطبيقات المكتبية المستندة إلى مجموعة النظراء.

### أسواق التنبؤ
أصبحت العديد من أدوات سوق التنبؤ متاحة (بما في ذلك بعض البرامج المجانية) التي تجعل من السهل التنبؤ بالأحداث المستقبلية والمراهنة عليها. يسمح هذا البرنامج بإصدار أكثر رسمية من التفاعل الاجتماعي، على الرغم من أنه مؤهل كنوع قوي من البرامج الاجتماعية.

### خدمات الشبكات الاجتماعية
تتيح خدمات الشبكات الاجتماعية للأشخاص الالتقاء عبر الإنترنت حول الاهتمامات أو الهوايات أو الأسباب المشتركة. على سبيل المثال، توفر بعض المواقع تسهيلات تنظيم الاجتماعات للأشخاص الذين يمارسون نفس الألعاب الرياضية. خدمات أخرى تمكن شبكات الأعمال والفعاليات الاجتماعية.
أصبحت بعض مواقع الويكي الكبيرة خدمات شبكات اجتماعية من خلال تشجيع صفحات المستخدمين والبوابات.

### محركات بحث الشبكات الاجتماعية
محركات البحث على الشبكات الاجتماعية هي فئة من محركات البحث التي تستخدم الشبكات الاجتماعية لتنظيم نتائج البحث أو ترتيبها حسب الأولوية أو تصفيتها. هناك نوعان فرعيان من محركات البحث على الشبكات الاجتماعية: تلك التي تستخدم شبكات اجتماعية صريحة وتلك التي تستخدم الشبكات الاجتماعية الضمنية.
- تسمح محركات البحث الصريحة للشبكات الاجتماعية للأشخاص بالعثور على بعضهم البعض وفقًا للعلاقات الاجتماعية المنصوص عليها صراحة. تسمح شبكة أصدقاء (XHTML) للأشخاص بمشاركة علاقاتهم على مواقعهم الخاصة، وبالتالي تشكيل شبكة اجتماعية لامركزية / موزعة على الإنترنت، على عكس خدمات الشبكات الاجتماعية المركزية المدرجة في القسم السابق.
- تسمح محركات البحث الضمنية للشبكات الاجتماعية للأشخاص بتصفية نتائج البحث بناءً على فئات الشبكات الاجتماعية التي يثقون بها، مثل وجهة النظر السياسية المشتركة. وقد أطلق على هذا اسم عامل التصفية المعرفي في «تقرير حالة المستقبل» لعام 1993 الصادر عن اللجنة الأمريكية لجامعة الأمم المتحدة والذي توقع أن يصبح هذا هو الوسيلة السائدة للبحث بالنسبة لمعظم المستخدمين.

نظرًا لعدم وجود معلومات صريحة جديرة بالثقة حول وجهات النظر هذه، فإن هذا النوع من محرك بحث الشبكات الاجتماعية يقوم بالتنقيب عن الويب لاستنتاج طوبولوجيا الشبكات الاجتماعية عبر الإنترنت. على سبيل المثال، يستنتج محرك بحث نيوزتروف الشبكات الاجتماعية من المحتوى - المواقع والمدونات والبودات والموجزات - عن طريق فحص، من بين أمور أخرى، الموضوع، وعلاقات الارتباط والميزات النحوية لاستنتاج الشبكات الاجتماعية.

### الشبكات الاجتماعية التداولية
الشبكات الاجتماعية التداولية هي شبكات للنقاش والنقاش لأغراض صنع القرار. لقد تم بناؤها لغرض إقامة علاقات مستدامة بين الأفراد وحكومتهم. يعتمدون على الرأي والمشورة المستنيرة التي يتم تقديمها مع توقع واضح للنتائج.

### الشبكات الاجتماعية التجارية
تم تصميم الشبكات الاجتماعية التجارية لدعم المعاملات التجارية وبناء الثقة بين الفرد والعلامة التجارية، والتي تعتمد على رأي المنتج والأفكار لجعل المنتج أفضل، وتمكين العملاء من المشاركة مع العلامات التجارية في تعزيز التنمية وتقديم الخدمات وتجربة أفضل للعملاء.

### المرشدين الاجتماعيين
دليل اجتماعي يوصي بأماكن للزيارة أو يحتوي على معلومات حول أماكن في العالم الحقيقي، مثل المقاهي والمطاعم ونقاط اتصال wifi وما إلى ذلك.

### التفضيل الاجتماعي
تسمح بعض مواقع الويب للمستخدمين بنشر قائمة الإشارات المرجعية أو مواقع الويب المفضلة للآخرين للبحث عنها وعرضها. يمكن أيضًا استخدام هذه المواقع لمقابلة الآخرين من خلال مشاركة الاهتمامات المشتركة. بالإضافة إلى ذلك، تسمح العديد من مواقع الإشارات المرجعية الاجتماعية للمستخدمين بالتصفح عبر مواقع الويب والمحتوى الذي يشاركه المستخدمون الآخرون بناءً على الشعبية أو الفئة. على هذا النحو، يعد استخدام مواقع الإشارات المرجعية الاجتماعية أداة فعالة لتحسين محركات البحث وتحسين الوسائط الاجتماعية لمشرفي المواقع.
تعتبر علامة مرجعية للمؤسسة طريقة لوضع علامات على أي معلومات وربطها باستخدام مجموعة موسعة من العلامات لالتقاط المعرفة حول البيانات. يقوم بجمع وفهرسة هذه العلامات في خادم البنية التحتية للويب الموجود خلف جدار الحماية. يمكن للمستخدمين مشاركة علامات المعرفة مع أشخاص أو مجموعات محددة، والتي تتم مشاركتها فقط داخل شبكات معينة، وعادةً ما تكون داخل المؤسسة.

### المشاهدة الاجتماعية
يُتيح العرض الاجتماعي لعدة مستخدمين التجميع من مصادر متعددة وعرض مقاطع الفيديو عبر الإنترنت معًا في تجربة مشاهدة متزامنة.

### الفهرسة الاجتماعية
في الفهرسة الاجتماعية مثل ارتباطك الاجتماعي، يستهدف هذا البرنامج الأكاديميين. يسمح للمستخدم بنشر اقتباس لمقال موجود على الإنترنت أو موقع ويب، أو قاعدة بيانات عبر الإنترنت مثل البحث الأكاديمي رئيس الوزراء أو جامعة ليكسيس نيكسيس الأكاديمية، وكتاب موجود في كتالوج مكتبة وما إلى ذلك. يمكن تنظيم هذه الاقتباسات في فئات محددة مسبقًا أو فئة جديدة يحددها المستخدم من خلال استخدام العلامات. تتيح هذه الطريقة للأكاديميين الباحثين أو المهتمين بمجالات مماثلة الاتصال ومشاركة الموارد.

### المكتبات الاجتماعية
تتيح هذه التطبيقات للزوار تتبع مقتنياتهم وكتبهم وسجلاتهم وأقراص دي في دي (DVD). يمكن للمستخدمين مشاركة مجموعاتهم. يمكن إنشاء التوصيات بناءً على تقييمات المستخدمين، باستخدام الحساب الإحصائي ونظرية الشبكة. تقدم بعض المواقع نظام الأصدقاء، بالإضافة إلى «عمليات التحقق» الافتراضية للعناصر التي يمكن استعارتها بين الأصدقاء. يتم تطبيق فولكسونومي أو العلامات على معظم هذه المواقع.

### التخزين الاجتماعي عبر الإنترنت
تسمح تطبيقات التخزين الاجتماعي عبر الإنترنت لمستخدميها بإنشاء أرشيفات ملفات تحتوي على ملفات من أي نوع بشكل تعاوني. يمكن تحرير الملفات إما عبر الإنترنت أو من جهاز كمبيوتر محلي يمكنه الوصول إلى نظام التخزين. يمكن بناء هذه الأنظمة على البنية التحتية للخادم الحالية أو الاستفادة من الموارد الخاملة من خلال تطبيق تقنية (P2P). هذه الأنظمة اجتماعية لأنها تسمح بتوزيع الملفات العامة ومشاركة الملفات المباشرة مع الأصدقاء.

### تحليل الشبكة الاجتماعية
تقوم أدوات تحليل الشبكات الاجتماعية بتحليل الرسوم البيانية لاتصال البيانات داخل الشبكات الاجتماعية، وتدفق المعلومات عبر تلك الشبكات، لتحديد المجموعات (مثل المجموعات أو المؤثرين الرئيسيين) والاتجاهات. تنقسم إلى فئتين: أدوات البحث المهنية، مثل ماثماتيكا، التي يستخدمها علماء الاجتماع والإحصائيون، وأدوات المستهلك، مثل ولفرام ألفا،  التي تؤكد على سهولة الاستخدام.

### عوالم افتراضية
العوالم الافتراضية هي خدمات يمكن من خلالها مقابلة أشخاص آخرين والتفاعل معهم في بيئة افتراضية تذكرنا بالعالم الحقيقي. وهكذا مصطلح الواقع الافتراضي. عادةً ما يتلاعب المستخدم بالصورة الرمزية عبر العالم، ويتفاعل مع الآخرين باستخدام الدردشة أو الدردشة الصوتية.

#### ألعاب متعددة اللاعبين عبر الإنترنت
البيئات الافتراضية (MMOGs) هي عوالم افتراضية تضيف أنواعًا مختلفة من أنظمة النقاط والمستويات والمنافسة والفائزين والخاسرين لمحاكاة العالم الافتراضي. تعد ألعاب تقمص الأدوار متعددة اللاعبين عبر الإنترنت (MMORPGs) مزيجًا من ألعاب فيديو تقمص الأدوار وألعاب متعددة اللاعبين عبر الإنترنت.

#### عوالم غير ألعاب
تطور آخر هو عوالم أقل شبهاً باللعبة أو ليست ألعابًا على الإطلاق. الألعاب لها نقاط، فائزون وخاسرون. بدلاً من ذلك، تشبه بعض العوالم الافتراضية خدمات الشبكات الاجتماعية مثل ماي سبيس وفيسبوك، ولكن مع ميزات المحاكاة ثلاثية الأبعاد.

#### الاقتصاديات
غالبًا ما ينشأ اقتصاد حقيقي في هذه العوالم، مما يوسع نطاق اقتصاد الخدمات غير المادي في العالم ليشمل مقدمي الخدمات في العالم الحقيقي. يمكن للخبراء تصميم الفساتين أو تسريحات الشعر للشخصيات، والقيام بمهام روتينية لهم وما إلى ذلك، والحصول على أموال من اللعبة للقيام بذلك. أدى هذا الظهور إلى توسيع الإمكانية الاجتماعية وأيضًا إلى زيادة الحوافز للغش. في بعض الألعاب، يعد الاقتصاد الداخلي أحد السمات الأساسية للعالم. حتى أن بعض شركات إم إم أوه جي لديها خبراء اقتصاديون يعملون بدوام كامل لمراقبة أنظمتهم الاقتصادية داخل اللعبة.

### تطبيقات اجتماعية متخصصة أخرى
هناك العديد من التطبيقات الأخرى ذات خصائص البرامج الاجتماعية التي تسهل الاتصال البشري والتعاون في سياقات محددة. ومن بين هذه التطبيقات إدارة المشاريع الاجتماعية والتعلم الإلكتروني.

## تبسيط استخدام البرامج الاجتماعية
هناك بعض المتطلبات التي تسهل استخدام البرامج الاجتماعية؛ هذه المتطلبات هي:
- الاستخدام المستمر للبرامج الاجتماعية في مكان العمل لتسهيل استخدامها من خلال الممارسة.
- إمكانية استخدام «المساعدة الخارجية» أو الدروس الخصوصية من قبل خبراء يستخدمون البرمجيات الاجتماعية لبعض الوقت.
- الدعم التنظيمي وتكنولوجيا المعلومات والاتصالات.

## قوائم البائعين
حاولت العديد من شركات المحللين سرد وتصنيف بائعي البرامج الاجتماعية الرئيسيين في السوق. قام إرميا أويانغ من مؤسسة فورستر للأبحاث بإدراج خمسين منصة «برمجيات مجتمعية». قامت شركة المحللون المستقلون ريل ستوري جروب بتصنيف 23 من بائعي البرامج الاجتماعية،  والتي تقوم بتقييمها وجهاً لوجه.

## السياسة والصحافة
كما توسع استخدام البرامج الاجتماعية للسياسة بشكل كبير خاصة خلال الفترة من عام 2004 وحتى عام 2006 ليشمل مجموعة واسعة من البرامج الاجتماعية، وغالبًا ما تكون مدمجة بشكل وثيق مع خدمات مثل شبكات الهاتف ومنتديات الديمقراطية التداولية ويديرها مرشح أو حزب أو كتلة.
تجمع السياسة المفتوحة، وهي أحد أشكال حوكمة المصادر المفتوحة، بين جوانب البرمجيات الحرة وحركات المحتوى المفتوح، وتعزز أساليب صنع القرار التي يُزعم أنها أكثر انفتاحًا وأقل عدوانية وأكثر قدرة على تحديد ما هو في المصلحة العامة فيما يتعلق قضايا السياسة العامة. إنها مجموعة من أفضل الممارسات من صحافة المواطن، والديمقراطية التشاركية، والديمقراطية التداولية، المستنيرة من خلال تجارب الديمقراطية الإلكترونية والشبكات، وتطبيق إطار حجة للحجة القائمة على القضايا والفلسفة السياسية، والتي تدعو إلى تطبيق فلسفات الانفتاح- حركات المصدر والمحتوى المفتوح إلى المبادئ الديمقراطية لتمكين أي مواطن مهتم أن يضيف إلى إنشاء السياسة، كما هو الحال مع وثيقة الويكي. التشريع مفتوح ديمقراطيا لعامة المواطنين، ويستخدم حكمتهم الجماعية لإفادة عملية صنع القرار وتحسين الديمقراطية. تشمل السياسة المفتوحة مبدأ الحكومة المفتوحة بما في ذلك مبادئ المشاركة والمشاركة العامة، مثل استخدام أيديسكيل ومنسق حوارات جوجل وميدياويكي دلالي وغيت هاب والبرامج الأخرى.
ظهرت أشكال جماعية من الصحافة على الإنترنت بشكل متوازٍ إلى حد ما، وذلك جزئيًا لإبقاء الاتجاه السياسي قيد السيطرة.

### مقارنة بين أدوات الاتصال والتفاعلية
أدوات الاتصال غير متزامنة بشكل عام. على النقيض من ذلك، تكون الأدوات التفاعلية متزامنة بشكل عام، مما يسمح للمستخدمين بالتواصل في الوقت الفعلي (الهاتف، الهاتف عبر الإنترنت، محادثة الفيديو) أو شبه متزامن (المراسلة الفورية، الدردشة النصية).
يتضمن الاتصال محتوى الحديث أو الكلام أو الكتابة، بينما يتضمن التفاعل اهتمام المستخدمين ببعضهم البعض كأفراد. بمعنى آخر، قد ترغب أداة الاتصال في جعل الوصول إلى النص والبحث فيه أمرًا بسيطًا وقويًا. قد ترغب الأداة التفاعلية في تقديم أكبر قدر ممكن من تعبير المستخدم وأدائه وحضوره. يختلف تنظيم النصوص وتوفير الوصول إلى المساهمات المؤرشفة عن تسهيل التفاعلات الشخصية بين المساهمين بما يكفي لتبرير التمييز في وسائل الإعلام.

## التقنيات الناشئة
القدرات التكنولوجية الناشئة لتوزيع الاستضافة على نطاق أوسع ودعم نطاق ترددي أعلى بكثير في الوقت الحقيقي تتجاوز حكام المحتوى المركزيين في بعض الحالات.

### الوجود الافتراضي
يعني الوجود الافتراضي أو التواجد عن بُعد الذي يتم عرضه على نطاق واسع التواجد عبر التقنيات الوسيطة، وعادةً ما تكون الراديو أو الهاتف أو التلفزيون أو الإنترنت. بالإضافة إلى ذلك، يمكن أن يشير إلى المظهر الجسدي الظاهر، مثل الصوت والوجه ولغة الجسد.
بشكل أكثر تحديدًا، يشير مصطلح التواجد الافتراضي إلى التواجد في مواقع الويب العالمية، والتي يتم تحديدها بواسطة عناوين محدد موقع الموارد الموحد (URL). يعتبر الأشخاص الذين يتصفحون موقع الويب حاضرين فعليًا في مواقع الويب. التواجد الافتراضي هو برنامج اجتماعي بمعنى أن الناس يجتمعون على الويب بالصدفة أو عن قصد. ينقل الاتصال في كل مكان (في مساحة الويب) أنماط السلوك من العالم الحقيقي والعوالم الافتراضية إلى الويب. أظهر البحث  المؤشرات عبر الإنترنت

## المناقشات أو خيارات التصميم
يمكن فهم البرامج الاجتماعية بشكل أفضل على أنها مجموعة من المناقشات أو خيارات التصميم، بدلاً من أي قائمة معينة من الأدوات. على نطاق واسع، هناك العديد من الوسائط القديمة مثل القوائم البريدية ومنتديات يوزنت التي تعتبر «اجتماعية». ومع ذلك، فإن معظم مستخدمي هذا المصطلح يقصرون معناه على أنواع البرامج الأكثر حداثة مثل المدونات والويكي. يقترح آخرون أنه من الأفضل استخدام مصطلح البرامج الاجتماعية ليس للإشارة إلى نوع واحد من البرامج، ولكن بدلاً من ذلك إلى استخدام طريقتين أو أكثر من وسائل الاتصال بوساطة الكمبيوتر التي تؤدي إلى «تكوين المجتمع». في طريقة العرض هذه، يقوم الأشخاص بتكوين مجتمعات عبر الإنترنت من خلال الجمع بين أوضاع الاتصال واحد لواحد (مثل البريد الإلكتروني والمراسلة الفورية) وواحد لكثير (صفحات الويب والمدونات) وأوضاع الاتصال من متعدد إلى متعدد (الويكي).  تقوم بعض المجموعات بجدولة اجتماعات الحياة الواقعية وبالتالي تصبح مجتمعات «حقيقية» من الأشخاص الذين يتشاركون الحياة المادية.
يتفق معظم معرّفي البرامج الاجتماعية على أنهم على ما يبدو يسهلون تنمية المجتمع «من أسفل إلى أعلى». النظام لا طبقي ويرقي أصحاب القدرات. العضوية طوعية، ويتم اكتساب السمعة من خلال كسب ثقة الأعضاء الآخرين ويتم تحديد مهام المجتمع والحوكمة من قبل الأعضاء أنفسهم.
غالبًا ما تتناقض المجتمعات التي تشكلت من خلال عمليات «من أسفل إلى أعلى» مع الجماعات الأقل نشاطًا التي شكلتها برامج «من أعلى إلى أسفل»، حيث يتم تحديد أدوار المستخدمين من قبل سلطة خارجية ومقيدة بآليات برمجية متصورة (مثل حقوق الوصول). نظرًا للاختلافات الصغيرة في السياسات، يمكن أن ينتج عن نفس النوع من البرامج نتائج اجتماعية مختلفة جذريًا. على سبيل المثال، لدى تيكي ويكي ‏ سي إم إس جروب وير نظام أذونات دقيق للتحكم المفصل في الوصول بحيث يمكن لمسؤول الموقع، على أساس صفحة بصفحة، تحديد المجموعات التي يمكنها عرض السجل أو تحريره أو عرضه. على النقيض من ذلك، يتجنب ميدياويكي عناصر التحكم لكل مستخدم، للحفاظ على معظم الصفحات قابلة للتحرير من قبل معظم المستخدمين، ويضع مزيدًا من المعلومات حول المستخدمين الذين يقومون بالتحرير حاليًا في صفحات التغييرات الأخيرة. والنتيجة هي أنه يمكن استخدام تيكي من قبل مجموعات المجتمع التي تتبنى النموذج الاجتماعي لميدياويكي والمجموعات التي تفضل التحكم في المحتوى بشكل أكبر.
من خلال التصميم، تعكس البرامج الاجتماعية سمات الشبكات الاجتماعية وهي مصممة بوعي للسماح لتحليل الشبكات الاجتماعية بالعمل مع قاعدة بيانات متوافقة للغاية. تنشئ جميع أنظمة البرامج الاجتماعية روابط بين المستخدمين، ثابتة مثل الهوية التي يختارها هؤلاء المستخدمون. من خلال هذه الروابط المستمرة، يمكن تشكيل مجتمع دائم من مجتمع معرفي سابقًا. ملكية هذه الروابط والتحكم فيها - من هو المرتبط وغير المرتبط - في يد المستخدم. وبالتالي، فإن هذه الروابط غير متكافئة - قد يرتبط أحدها بآخر، لكن هذا الشخص قد لا يرتبط بالأول. أيضًا، هذه الروابط وظيفية وليست مزخرفة - يمكن للمرء أن يختار عدم تلقي أي محتوى من أشخاص غير متصل بهم، على سبيل المثال. تعد صفحات مستخدمي ويكيبيديا مثالًا جيدًا جدًا وغالبًا ما تحتوي على معلومات مفصلة للغاية حول الشخص الذي أنشأها، بما في ذلك كل شيء من لغتهم الأم إلى تفضيلات الشراء الأخلاقية.
في أواخر عام 2008، جادلت شركة المحلل سي إم إس واتش بأن النهج القائم على السيناريو (في حالة الاستخدام) لفحص البرامج الاجتماعية من شأنه أن يوفر طريقة مفيدة لتقييم الأدوات ومواءمة احتياجات الأعمال والتكنولوجيا.
أحيانًا يتم تلخيص طرق وأدوات تطوير البرامج الاجتماعية تحت مصطلح هندسة البرمجيات الاجتماعية. ومع ذلك، يستخدم هذا المصطلح أيضًا لوصف ممارسات التنمية خفيفة الوزن والموجهة نحو المجتمع.

## نظرية
نظريات التعلم البنائية مثل ليف فيغوتسكي ودي ليدنر وجارفنبا قد افترضوا أن عملية التعبير عن المعرفة تساعد في تكوينها وأن المحادثات تفيد في صقل المعرفة. تحقق برامج إدارة المعرفة التخاطبية هذا الغرض لأن المحادثات، مثل الأسئلة والأجوبة، تصبح مصدر المعرفة ذات الصلة في المنظمة. يُنظر أيضًا إلى تقنيات المحادثة على أنها أدوات لدعم كل من العاملين في مجال المعرفة الفردية ووحدات العمل.
يفترض العديد من المدافعين عن البرامج الاجتماعية، بل ويجادلون بنشاط، أن المستخدمين ينشئون مجتمعات فعلية. لقد تبنوا مصطلح «مجتمعات الإنترنت» لوصف الهياكل الاجتماعية الناتجة.

## تاريخ
أيد كريستوفر ألين هذا التعريف وتتبع الأفكار الأساسية للمفهوم مرة أخرى من خلال العمل التعاوني أو التعاوني المدعوم بالحاسوب (CSCW) في التسعينيات، وجروب وير في السبعينيات والثمانينيات، وإلى إنجلبارت في الستينيات وميمكس لبوش في الأربعينيات. على الرغم من أنه يحدد «دورة حياة» لهذه المصطلحات التي يبدو أنها تظهر مرة أخرى كل عقد في شكل مختلف، فإن هذا لا يعني بالضرورة أن البرامج الاجتماعية هي مجرد نبيذ قديم في زجاجات جديدة.
تم توضيح إمكانات التعزيز للبرامج الاجتماعية في تطبيقات الإنترنت المبكرة للاتصال، مثل البريد الإلكتروني ومجموعات الأخبار والبرامج الجماعية والمجتمعات الافتراضية وما إلى ذلك. في المرحلة الحالية من دورة حياة ألين، تضيف هذه الأدوات التعاونية إمكانية «تجمع إجراءات المستخدمين المتصلين بالشبكة». يشير هذا التطور إلى ديناميكية قوية تميز البرامج الاجتماعية عن أدوات التعاون الجماعي الأخرى وكمكون من مكونات تقنية (ويب 2.0). تقدم القدرات الخاصة بتجميع المحتوى والسلوك وإعادة التوزيع بعضًا من الإمكانات الأكثر أهمية لهذه الوسائط. في المرحلة التالية، من المتوقع أن يكون للتجارب الأكاديمية والبناء الاجتماعي وحركة البرمجيات مفتوحة المصدر تأثيرات ملحوظة.
يتتبع كلاي شيركي أصل مصطلح «البرامج الاجتماعية» إلى مناقشة اريك دريكسلر لعام 1987 حول «أنظمة نشر النص التشعبي» مثل شبكة الويب العالمية اللاحقة، وكيف يمكن للأنظمة من هذا النوع أن تدعم البرامج للمناقشة النقدية العامة، والتطوير التعاوني، والتزام المجموعة، والتصفية التعاونية للمحتوى بناءً على التصويت والتصنيف.
التقنيات الاجتماعية (أو تقنيات المحادثة) هي مصطلح تستخدمه المنظمات (خاصة المنظمات التي تركز على الشبكة). يصف التكنولوجيا التي تسمح بتخزين وإنشاء المعرفة من خلال الكتابة التعاونية.

### الجدول الزمني
في عام 1945، وصف فانيفار بوش جهازًا شبيهًا بالنص التشعبي يسمى "ميمكس " في مقالته ذا أتلانتيك كما نعتقد.
في عام 1962، نشر دوجلاس إنجلبارت عمله الأساسي، «زيادة الفكر البشري: إطار مفاهيمي». في هذه الورقة، اقترح استخدام أجهزة الكمبيوتر لزيادة التدريب. بدأ إنجلبارت مع زملائه في معهد ستانفورد للأبحاث في تطوير نظام كمبيوتر لزيادة القدرات البشرية، بما في ذلك التعلم. ظهر النظام لأول مرة في عام 1968، وكان يسمى ببساطة نظام (NLS) للكمبيوتر.
في نفس العام، قدم ديل ماكويج المفهوم الأولي لشبكة معلومات عالمية في سلسلة مذكراته بعنوان «الاتصال الحاسوبي للرجل على الخط»، والتي كتبها في أغسطس 1962. ومع ذلك، فإن التطور الفعلي للإنترنت يجب أن يُنسب إلى لورنس جي روبرتس من معهد ماساتشوستس للتكنولوجيا،  جنبًا إلى جنب مع ليونارد كلاينروك وروبرت كان وفينتون سيرف.
في عام 1971، بدأت جينا إمري عرضًا لمدة عام لنظام (TICCIT) ‏ بين مشتركي تلفزيون الكابل في ريستون، فيرجينيا. تضمنت خدمات التلفزيون التفاعلي عروض إعلامية وتعليمية باستخدام هاتف يعمل باللمس. أعادت المؤسسة الوطنية للعلوم تمويل مشروع بلاتو ومولت أيضًا اقتراح مايتر لتعديل تقنية (TICCIT) الخاصة بها كنظام تعليمي بمساعدة الكمبيوتر (CAI) لدعم اللغة الإنجليزية والجبر في كليات المجتمع. تعاقدت مايتر من الباطن مع مهام التصميم التعليمي وتأليف المناهج الدراسية إلى جامعة تكساس في أوستن وجامعة بريغهام يونغ. وخلال هذا العام أيضًا، وصف إيفان إيليتش «شبكات التعلم القائمة على الكمبيوتر» في كتابه «مجتمع التعليم».
في عام 1980، نشر سيمور بابيرت من معهد ماساتشوستس للتكنولوجيا كتاب باسم «الأطفال وأجهزة الكمبيوتر والأفكار القوية» (نيويورك: كتب أساسية). ألهم هذا الكتاب عددًا من الكتب والدراسات حول «العوالم الدقيقة» وتأثيرها على التعلم. تأسست بيت نت من قبل اتحاد جامعات أمريكية وكندية. سمح للجامعات بالتواصل مع بعضها البعض من أجل الاتصالات التعليمية والبريد الإلكتروني. في عام 1991، خلال ذروتها، كان لديها أكثر من 500 منظمة كأعضاء وأكثر من 3000 عقدة. انخفض استخدامه مع نمو شبكة الويب العالمية.
في عام 1986، نشر توني بيتس «دور التكنولوجيا في التعليم عن بعد»،  مما يعكس سبل المضي قدمًا في التعلم الإلكتروني. استند في هذا العمل إلى 15 عامًا من الاستخدام التشغيلي لشبكات الكمبيوتر في الجامعة المفتوحة وتسع سنوات من البحث والتطوير المنهجي في (CAL) وبيانات العرض / فيدوتكس والمؤتمرات الصوتية والمرئية عن بعد ومؤتمرات الكمبيوتر. من المتوقع هنا العديد من مشكلات مواصفات الأنظمة التي تمت مناقشتها لاحقًا.
على الرغم من أن الإصدار الأول من بيئات التعلم المتعمد المدعومة بالحاسوب (CSILE) تم وضعه في عام 1983، تم تثبيته في عام 1986 على شبكة صغيرة من أجهزة كمبيوتر سيمكورب أيقون، في مدرسة ابتدائية في تورنتو، كندا. تضمن بيئات التعلم المتعمد المدعومة بالحاسوب ملاحظات نصية ورسومية كتبها مستويات مستخدم مختلفة (طلاب، مدرسون، آخرون) مع سمات مثل التعليقات وأنواع التفكير التي تعكس دور الملاحظة في تفكير المؤلف. اشتملت أنواع التفكير على «نظريتي» و «معلومات جديدة» و «أريد أن أفهم». تطورت بيئات التعلم المتعمد المدعومة بالحاسوب لاحقًا إلى منتدى المعرفة.
في عام 1989، قام تيم بيرنرز لي، الذي كان مهندسًا بريطانيًا شابًا يعمل في (CERN) في سويسرا، بتوزيع اقتراح لنظام داخلي لمشاركة المستندات عبر الإنترنت وصفه بأنه «شبكة من الملاحظات ذات روابط». بعد الموافقة على الاقتراح على مضض من قبل رؤسائه، أطلق على النظام الجديد اسم شبكة الويب العالمية.
في عام 1992، تم تطوير نظام النهج المخصص بمساعدة الكمبيوتر (CAPA) في جامعة ولاية ميتشيغان. تم استخدامه لأول مرة في فصل الفيزياء الذي يضم 92 طالبًا في خريف عام 1992. تمكن الطلاب من الوصول إلى مشاكل الواجبات المنزلية الشخصية العشوائية من خلال تل نت.
في عام 2001، أسس أدريان سكوت موقع رايز، وهو موقع مجاني للتواصل الاجتماعي مصمم لربط محترفي الأعمال، وخاصة رواد الأعمال الجدد.
في فبراير 2002، بدأ موقع (suvi.org) خدمته. كانت الخدمة الأولى التي ربطت الناس معًا. الفكرة هي ببساطة أن يكون لديك دفتر عناوين حديث ولا تفقد الاتصال بالأصدقاء. كان لدى أشخاص آخرين في العالم نفس الفكرة. كان فريندستر وفيسبوك والعديد من الخدمات الأخرى خلفًا لذلك.
في أبريل 2002، أنشأ جوناثان أبرامز ملفه الشخصي على فريندستر.
في عام 2003، تم إطلاق هاي فايف ولينكد إن و  ماي سبيس وشينغ.
في فبراير 2004، تم إطلاق فيسبوك.
في عام 2004، أقر ليفين بأن العديد من خصائص البرامج الاجتماعية (الارتباطات التشعبية، واكتشاف محادثة مدونة الويب والتجميع المستند إلى المعايير) «تبني على النماذج القديمة». . ومع ذلك، فإن «الاختلاف في الحجم والتوحيد القياسي والبساطة والحوافز الاجتماعية التي يوفرها الوصول إلى الويب يحول الاختلاف في الدرجة إلى اختلاف في النوع.» العوامل التكنولوجية الرئيسية الكامنة وراء هذا الاختلاف العيني في الكمبيوتر والشبكات وتقنيات المعلومات هي: نص تشعبي مصفى، وشبكة الإنترنت / الحوسبة في كل مكان، والاتصال المستمر بالإنترنت، والإلكترونيات الرخيصة والفعالة والصغيرة، واستراتيجيات مشاركة المحتوى (RSS) وغيرها. بالإضافة إلى ذلك، فإن تقارب العديد من أنظمة تكنولوجيا المعلومات الرئيسية للصوت والبيانات والفيديو في نظام واحد يجعل بيئات الحوسبة الموسعة ذات التأثيرات بعيدة المدى.
في أكتوبر 2005، شارك مارك أندريسن (بعد نتسكيب وأوبسوير) وجينا بيانشيني في تأسيس نينغ، وهي منصة على الإنترنت حيث يمكن للمستخدمين إنشاء مواقعهم وشبكاتهم الاجتماعية الخاصة. يدير نينغ الآن أكثر من 275000 شبكة، وهو "مزود خدمة شبكات اجتماعية ذات علامة بيضاء، وغالبًا ما تتم مقارنته بـ كيكابس وبرايتكوف وآرسيتاز وفوكس. تم إطلاق موقع (StudiVZ) ‏ في نوفمبر 2005.
في عام 2009، أسس المكتب التنفيذي لبرنامج الجيش - تكتيكية القيادة والتحكم والاتصالات (PEO-C3T) تطبيق ميلسويت لالتقاط مفاهيم ويكي ويوتيوب والتدوين والاتصال بأعضاء آخرين في وزارة الدفاع خلف جدار حماية آمن. تعمل هذه المنصة على فرضية الشبكات الاجتماعية مع تسهيل البرامج مفتوحة المصدر أيضًا من خلال شرائها لـ جيف.

## نقد

### التوليد الأسي للموارد يستهلك العوامل الخارجية السلبية
عندما يرسل شخص أو شركة رسالة إلى شبكة من الأشخاص، فإن هذا يولد عملية أسية يمكن أن تستهلك كميات كبيرة من الموارد - والأهم من ذلك الوقت البشري. يمكن أن يكون لهذا النهج تأثير مفيد على المهتمين بالرسالة، ولكنه قد يستهلك أيضًا وقت الأشخاص غير المهتمين بالرسالة. يمكن أيضًا أن يخلق التزامًا اجتماعيًا بالعديد من النظر - وإن كان لفترة وجيزة - في الرسالة - خاصةً عندما تكون من شخص تعرفه أو تعتبره صديقًا.
عندما تكون الرسالة غير مرغوب فيها تمامًا وغير مرغوب فيها، فهذا شكل من أشكال تلوث المعلومات وغالبًا ما يُعرف باسم البريد العشوائي. عندما تكون الرسالة من شبكة من الأصدقاء، ويريدها البعض وليس الكل، فإنها تولد عوامل خارجية سلبية من حيث أنها تستهلك موارد قيمة (الوقت).
بعض الأمثلة : يرسل بيل بريدًا إلكترونيًا أو رسالة اجتماعية إلى عشرون صديقًا. من بين هؤلاء اثنين مهتمون جدًا، ثمانة أصبحوا مهتمين، والباقي غير مهتمين لكنهم قد يقرأون كل أو جزء من الرسالة على أي حال، ويقضون وقتهم. سيقوم بعض من هؤلاء الأشخاص العشرين بإرسال الرسالة إلى أصدقائهم. تتكرر العملية - مما يؤدي إلى زيادة استهلاك الوقت بشكل كبير من قبل غير المهتمين بالرسالة (بالإضافة إلى زيادة استهلاك الوقت بشكل كبير من قبل الأشخاص المهتمين أو الذين أصبحوا مهتمين - مما قد يصرفهم عن المهام الأخرى الأكثر إنتاجية). في النهاية، عندما ينخفض العدد المتوقع للأشخاص الذين يقومون بإعادة توجيه رسالة إلى أقل من واحد، تنتهي العملية، ولكن في غضون ذلك قد تنتشر على نطاق واسع - مما يؤدي إلى إهدار هائل للموارد. سيكون الكثير من الوقت الضائع بسبب الشعور بالالتزام الاجتماعي بمسح عنوان الرسالة أو التحقق منه على الأقل.

#### التواصل الاجتماعي في بيئة العمل
يعمل بيل لصالح شركة (ACME) ويرسل مذكرة بريد إلكتروني أو رسالة شبكة إلى عشرين من زملائه في العمل. يتعين على البعض قراءة الرسالة (على سبيل المثال إذا كان بيل هو رئيسهم أو شخصًا كبيرًا في التسلسل الهرمي)، فسيقوم الآخرون بمسحها ضوئيًا - حتى لو لم يكونوا مهتمين. قد يعلق البعض عليها - مشاركة الرد مع عدة مستلمين، وقد يعيده آخرون إلى آخرين. قد لا يرغب البعض في قراءة الرسالة، ولكن قد يشعر بأنه ملزم بالقراءة والرد. تستغرق العملية الصادرة من المشاركة أو إعادة التوجيه وقتًا قصيرًا جدًا، ولكنها قد تؤدي إلى زيادة مطالب الوقت بشكل كبير على الآخرين. بمرور الوقت، قد يجد الموظفون المزيد من وقتهم مكرسًا لمطالب الشبكات الاجتماعية في العمل - بما في ذلك مسح الرسائل وقراءتها والتعليق عليها وإعادة توجيهها والرد عليها. قد تؤدي التزامات العمل الاجتماعي هذه إلى استبعاد الأنشطة الأكثر إنتاجية مما يؤدي إلى ساعات أطول مع كفاءة أقل.
بمعنى ما، تشبه الشبكات الاجتماعية في العمل اجتماع مجموعة كبير مستمر. في بعض الأحيان تحدث نتائج ممتازة، ولكن في أوقات أخرى تضيع كميات كبيرة من الوقت. في بعض الأحيان، تستفيد المخرجات من مدخلات الجميع والتشاور المستمر، وفي أحيان أخرى، قد يكون العمل الفردي دون التزام دائم بالتسجيل والحصول على توافق في الآراء أكثر إنتاجية. يكون ناتج «اللجنة» في بعض الأحيان أسوأ من ناتج فرد أو فريق صغير.

### الإفراط في المعلومات والتصفية التعسفية للاتصالات
مع زيادة توفير المعلومات، يجب أن ينخفض متوسط الوقت المستغرق في تقييم المحتوى الفردي. في النهاية، يتم تجاهل الكثير من الاتصالات بشكل موجز - بناءً على الاستدلال التعسفي والسريع للغاية والذي من شأنه تصفية المعلومات على سبيل المثال حسب الفئة. المعلومات السيئة تزاحم الخير - إلى حد كبير بالطريقة التي تزاحم بها الرسائل الاقتحامية (SPAM) الاتصالات غير المرغوب فيها التي يحتمل أن تكون مفيدة.

### التنمر الإلكتروني
يختلف التنمر عبر الإنترنت عن التنمر التقليدي. يشير التنمر الإلكتروني إلى التهديد أو الإساءة للضحية من خلال استخدام الإنترنت والأجهزة الإلكترونية. يمكن استهداف ضحايا التنمر الإلكتروني عبر وسائل التواصل الاجتماعي أو البريد الإلكتروني أو الرسائل النصية. عادة ما تكون هذه الهجمات عدوانية ومتكررة في طبيعتها. يمكن للمتنمرين عبر الإنترنت إنشاء عدة حسابات بريد إلكتروني أو وسائط اجتماعية أو ما إلى ذلك لمهاجمة الضحية. يمكن لحسابات البريد الإلكتروني المجانية المتاحة للمستخدمين النهائيين أن تقود المتنمر لاستخدام هويات مختلفة للتواصل مع الضحية. نمت نسب التنمر عبر الإنترنت بشكل كبير بسبب استخدام التكنولوجيا بين الشباب.
وفقًا لإحصاءات التنمر الإلكتروني المنشورة في عام 2014، أفاد خمسة وعشرون بالمائة من المراهقين أنهم تعرضوا للتنمر المتكرر عبر هواتفهم المحمولة أو عبر الإنترنت. أفاد اثنين وخمسون بالمائة من الشباب بأنهم تعرضوا للتنمر الإلكتروني. تم الإبلاغ عن الصور المحرجة أو الضارة التي تم التقاطها دون معرفة أو موافقة الموضوع من قبل أحد عشر بالمائة من المراهقين والمراهقين. من بين الشباب الذين أبلغوا عن حوادث تنمر عبر الإنترنت ضدهم، أفاد ثلاثة وثلاثون بالمائة منهم أن المتنمرين أصدروا تهديدات عبر الإنترنت. في كثير من الأحيان، يلجأ كل من المتنمرين والمتسلطين عبر الإنترنت إلى الكلام الذي يحض على الكراهية لإيذاء هدفهم. كان عُشر طلاب المدارس الإعدادية والثانوية في الطرف المتلقي «لشروط الكراهية» الموجهة ضدهم. خمسة وخمسون في المائة من جميع المراهقين الذين يستخدمون وسائل التواصل الاجتماعي شهدوا تنمرًا صريحًا عبر تلك الوسيلة. أفاد خمسة وتسعون بالمائة من المراهقين الذين شاهدوا التنمر على وسائل التواصل الاجتماعي أن آخرين، مثلهم، قد تجاهلوا هذا السلوك.

## مميزات البرمجيات الاجتماعية
1. تخطى الحواجز الفيزيائية.
2. تشجيع النبوغ الاجتماعى.
3. دمج المعرفة الطلابية والتخصصية معا.
4. الوصول إلى المعرفة والتواصل مع اطراف العملية التربوية.
5. تحول المتعلمين من التلقى إلى المشاركة.

## مستويات التفاعل في البرمجيات الاجتماعية
1. one - to - one.
2. one - to - many.
3. many - to- many.

## روابط خارجية
- البروتوكولات الاجتماعية: مقدمة - بقلم جوزيف إم ريجل جونيور.
- مركز IBM للبرامج الاجتماعية، تم إطلاقه في سبتمبر 2008.
- تعريف البرمجيات الاجتماعية والتعريف المنقح / المبسط للبرامج الاجتماعية بواسطة توم كواتس، مايو 2003 ويناير 2005.
- Castells، Manuel (سبتمبر 2000). "Toward a Sociology of the Network Society". Contemporary Sociology. ج. 29 ع. 5: 693–699. DOI:10.2307/2655234. JSTOR:2655234.